# WTA-toernooi van Guangzhou
Het WTA-toernooi van Guangzhou is een jaarlijks terugkerend tennistoernooi voor vrouwen dat wordt georganiseerd in de Chinese stad Guangzhou. De officiële naam van het toernooi is Guangzhou Open.
De WTA organiseert het toernooi dat in de categorie "International" c.q. WTA 250 valt en wordt gespeeld op hardcourtbanen. De eerste editie werd in 2004 gehouden.
In de jaren 2020 tot en met 2022 werd het toernooi geannuleerd wegens de coronapandemie.
|                    |  |           |
| Het Tianhe-stadion |  | Guangzhou |

## Finales

### Enkelspel
| Datum      | Naam                                       | Cat.                                       | (US$)                                      | Ondergrond                                 | Winnares                                   | Verliezend finaliste                       | Uitslag                                    |                                            |
| ---------- | ------------------------------------------ | ------------------------------------------ | ------------------------------------------ | ------------------------------------------ | ------------------------------------------ | ------------------------------------------ | ------------------------------------------ | ------------------------------------------ |
| 2004-09-27 | Guangzhou Open                             | Tier III                                   | 170.000                                    | hardcourt, buiten                          | Li Na                                      | Martina Suchá                              | 6-3, 6-4                                   | details                                    |
| 2005-09-26 | Guangzhou Open                             | Tier III                                   | 170.000                                    | hardcourt, buiten                          | Yan Zi                                     | N Llagostera Vives                         | 6-4, 4-0, opg.                             | details                                    |
| 2006-09-25 | Guangzhou Open                             | Tier III                                   | 175.000                                    | hardcourt, buiten                          | Anna Tsjakvetadze                          | A Medina Garrigues                         | 6-1, 6-4                                   | details                                    |
| 2007-09-24 | Guangzhou Open                             | Tier III                                   | 175.000                                    | hardcourt, buiten                          | Virginie Razzano                           | Tzipora Obziler                            | 6-0, 6-3                                   | details                                    |
| 2008-09-15 | Guangzhou Open                             | Tier III                                   | 175.000                                    | hardcourt, buiten                          | Vera Zvonarjova                            | Peng Shuai                                 | 6-7, 6-0, 6-2                              | details                                    |
| 2009-09-14 | Guangzhou Open                             | International                              | 220.000                                    | hardcourt, buiten                          | Shahar Peer                                | Alberta Brianti                            | 6-3, 6-4                                   | details                                    |
| 2010-09-13 | Guangzhou Open                             | International                              | 220.000                                    | hardcourt, buiten                          | Jarmila Groth                              | Alla Koedrjavtseva                         | 6-1, 6-4                                   | details                                    |
| 2011-09-19 | Guangzhou Open                             | International                              | 220.000                                    | hardcourt, buiten                          | Chanelle Scheepers                         | Magdaléna Rybáriková                       | 6-2, 6-2                                   | details                                    |
| 2012-09-17 | Guangzhou Open                             | International                              | 220.000                                    | hardcourt, buiten                          | Hsieh Su-wei                               | Laura Robson                               | 6-3, 5-7, 6-4                              | details                                    |
| 2013-09-16 | Guangzhou Open                             | International                              | 500.000                                    | hardcourt, buiten                          | Zhang Shuai                                | Vania King                                 | 7-6, 6-1                                   | details                                    |
| 2014-09-15 | Guangzhou Open                             | International                              | 500.000                                    | hardcourt, buiten                          | Monica Niculescu                           | Alizé Cornet                               | 6-4, 6-0                                   | details                                    |
| 2015-09-21 | Guangzhou Open                             | International                              | 250.000                                    | hardcourt, buiten                          | Jelena Janković                            | Denisa Allertová                           | 6-2, 6-0                                   | details                                    |
| 2016-09-19 | Guangzhou Open                             | International                              | 250.000                                    | hardcourt, buiten                          | Lesja Tsoerenko                            | Jelena Janković                            | 6-4, 3-6, 6-4                              | details                                    |
| 2017-09-18 | Guangzhou Open                             | International                              | 250.000                                    | hardcourt, buiten                          | Zhang Shuai                                | Aleksandra Krunić                          | 6-2, 3-6, 6-2                              | details                                    |
| 2018-09-17 | Guangzhou Open                             | International                              | 250.000                                    | hardcourt, buiten                          | Wang Qiang                                 | Joelija Poetintseva                        | 6-1, 6-2                                   | details                                    |
| 2019-09-16 | Guangzhou Open                             | International                              | 500.000                                    | hardcourt, buiten                          | Sofia Kenin                                | Samantha Stosur                            | 6-7, 6-4, 6-2                              | details                                    |
| 2020–2022  | toernooi geannuleerd wegens coronapandemie | toernooi geannuleerd wegens coronapandemie | toernooi geannuleerd wegens coronapandemie | toernooi geannuleerd wegens coronapandemie | toernooi geannuleerd wegens coronapandemie | toernooi geannuleerd wegens coronapandemie | toernooi geannuleerd wegens coronapandemie | toernooi geannuleerd wegens coronapandemie |
| 2023-09-18 | Guangzhou Open                             | WTA 250                                    | 259.303                                    | hardcourt, buiten                          | Wang Xiyu                                  | Magda Linette                              | 6-0, 6-2                                   | details                                    |
| 2024-10-21 | Guangzhou Open                             | WTA 250                                    | 267.082                                    | hardcourt, buiten                          | Olga Danilović                             | Caroline Dolehide                          | 6-3, 6-1                                   | details                                    |

### Dubbelspel
| Datum      | Naam                                       | Cat.                                       | (US$)                                      | Ondergrond                                 | Winnaressen                                | Verliezend finalistes                      | Uitslag                                    |                                            |
| ---------- | ------------------------------------------ | ------------------------------------------ | ------------------------------------------ | ------------------------------------------ | ------------------------------------------ | ------------------------------------------ | ------------------------------------------ | ------------------------------------------ |
| 2004-09-27 | Guangzhou Open                             | Tier III                                   | 170.000                                    | hardcourt, buiten                          | Li Ting Sun Tiantian                       | Yang Shujing Yu Ying                       | 6-4, 6-1                                   | details                                    |
| 2005-09-26 | Guangzhou Open                             | Tier III                                   | 170.000                                    | hardcourt, buiten                          | Maria Elena Camerin Emmanuelle Gagliardi   | Neha Uberoi Shikha Uberoi                  | 7-6, 6-3                                   | details                                    |
| 2006-09-25 | Guangzhou Open                             | Tier III                                   | 175.000                                    | hardcourt, buiten                          | Li Ting Sun Tiantian                       | Vania King Jelena Kostanić                 | 6-4, 2-6, 7-5                              | details                                    |
| 2007-09-24 | Guangzhou Open                             | Tier III                                   | 175.000                                    | hardcourt, buiten                          | Peng Shuai Yan Zi                          | Vania King Sun Tiantian                    | 6-3, 6-4                                   | details                                    |
| 2008-09-15 | Guangzhou Open                             | Tier III                                   | 175.000                                    | hardcourt, buiten                          | Marija Koryttseva Tatjana Poetsjek         | Sun Tiantian Yan Zi                        | 6-3, 4-6, [10-8]                           | details                                    |
| 2009-09-14 | Guangzhou Open                             | International                              | 220.000                                    | hardcourt, buiten                          | Volha Havartsova Tatjana Poetsjek          | Kimiko Date-Krumm Sun Tiantian             | 3-6, 6-2, [10-8]                           | details                                    |
| 2010-09-13 | Guangzhou Open                             | International                              | 220.000                                    | hardcourt, buiten                          | Edina Gallovits Sania Mirza                | Han Xinyun Liu Wanting                     | 7-5, 6-3                                   | details                                    |
| 2011-09-19 | Guangzhou Open                             | International                              | 220.000                                    | hardcourt, buiten                          | Hsieh Su-wei Zheng Saisai                  | Chan Chin-wei Han Xinyun                   | 6-2, 6-1                                   | details                                    |
| 2012-09-17 | Guangzhou Open                             | International                              | 220.000                                    | hardcourt, buiten                          | Tamarine Tanasugarn Zhang Shuai            | Jarmila Gajdošová Monica Niculescu         | 2-6, 6-2, [10-8]                           | details                                    |
| 2013-09-16 | Guangzhou Open                             | International                              | 500.000                                    | hardcourt, buiten                          | Hsieh Su-wei Peng Shuai                    | Vania King Galina Voskobojeva              | 6-3, 4-6, [12-10]                          | details                                    |
| 2014-09-15 | Guangzhou Open                             | International                              | 500.000                                    | hardcourt, buiten                          | Chuang Chia-jung Liang Chen                | Alizé Cornet Magda Linette                 | 2-6, 7-6, [10-7]                           | details                                    |
| 2015-09-21 | Guangzhou Open                             | International                              | 250.000                                    | hardcourt, buiten                          | Martina Hingis Sania Mirza                 | Xu Shilin You Xiaodi                       | 6-3, 6-1                                   | details                                    |
| 2016-09-19 | Guangzhou Open                             | International                              | 250.000                                    | hardcourt, buiten                          | Asia Muhammad Peng Shuai                   | Volha Havartsova Vera Lapko                | 6-2, 7-6                                   | details                                    |
| 2017-09-18 | Guangzhou Open                             | International                              | 250.000                                    | hardcourt, buiten                          | Elise Mertens Demi Schuurs                 | Monique Adamczak Storm Sanders             | 6-2, 6-3                                   | details                                    |
| 2018-09-17 | Guangzhou Open                             | International                              | 250.000                                    | hardcourt, buiten                          | Monique Adamczak Jessica Moore             | Danka Kovinić Vera Lapko                   | 4-6, 7-5, [10-4]                           | details                                    |
| 2019-09-16 | Guangzhou Open                             | International                              | 500.000                                    | hardcourt, buiten                          | Peng Shuai Laura Siegemund                 | Alexa Guarachi Giuliana Olmos              | 6-2, 6-1                                   | details                                    |
| 2020–2022  | toernooi geannuleerd wegens coronapandemie | toernooi geannuleerd wegens coronapandemie | toernooi geannuleerd wegens coronapandemie | toernooi geannuleerd wegens coronapandemie | toernooi geannuleerd wegens coronapandemie | toernooi geannuleerd wegens coronapandemie | toernooi geannuleerd wegens coronapandemie | toernooi geannuleerd wegens coronapandemie |
| 2023-09-18 | Guangzhou Open                             | WTA 250                                    | 259.303                                    | hardcourt, buiten                          | Guo Hanyu Jiang Xinyu                      | Eri Hozumi Makoto Ninomiya                 | 6-3, 7-6                                   | details                                    |
| 2024-10-21 | Guangzhou Open                             | WTA 250                                    | 267.082                                    | hardcourt, buiten                          | Kateřina Siniaková Zhang Shuai             | Katarzyna Piter Fanny Stollár              | 6-4, 6-1                                   | details                                    |

2004 · 2005 · 2006 · 2007 · 2008 · 2009 · 2010 · 2011 · 2012 · 2013 · 2014 · 2015 · 2016 · 2017 · 2018 · 2019 · 2020–2022 · 2023 · 2024
ITF-toernooien (mannen en vrouwen)

ATP-toernooien (mannen) – ATP-seizoen 2025

WTA-toernooien (vrouwen) – WTA-seizoen 2025

Voormalige toernooien mannen
Voormalige toernooien vrouwen
Voormalige amateurtoernooien